# Passchendaele
Passendale (o Passchendaele secondo la grafia più antica con la quale in molti casi storici la località è nota, pronuncia /ˈpɑsə(n)daːlə/) è una frazione del comune belga di Zonnebeke. La sua popolazione è di 2.928 abitanti ed è situata nella provincia fiamminga delle Fiandre Occidentali.

## Storia

### Dalle origini alla prima guerra mondiale
In epoca pre-romana e romana l'area del villaggio si trovava sul confine tra le tribu dei Menapii e dei Morini, tribù belghe appartenenti al ceppo dei galli e in tempi successivi fu sul confine tra i vescovati di Tournai e Thérouanne.
Il villaggio viene menzionato per la prima volta in un documento dell'844 col nome di Pascandale, un'etimologia dericava da nomi latini o locali come Paulus, Pascan o Pasko. In epoca medievale, gran parte della regione ricadde sotto il controllo del monastero agostiniano di Zonnebeke e sotto il monastero benedettino di Nonnebossen. Sia l'abbazia che il monastero vennero distrutti durante la guerra per l'iconoclastia del 1580.

### La grande guerra
Il nome del villaggio di Passchendaele è però più di ogni altro legato al nome della Battaglia di Passchendaele, nota anche col nome di terza battaglia di Ypres, una delle maggiori della prima guerra mondiale. Qui si tenne una pesante offensiva britannica ai danni dei tedeschi dal 31 luglio al 30 novembre 1917. Dopo 16 settimane di combattimenti, tra pioggia, melma e fango, era stato raggiunto circa un sesto degli obiettivi attesi, a costo di perdite altissime: 400.000 britannici (di cui 17.000 ufficiali) e 400.000 soldati tedeschi, con l'esercito tedesco, però, costretto ad abbandonare il paese cedendo la vittoria agli inglesi.

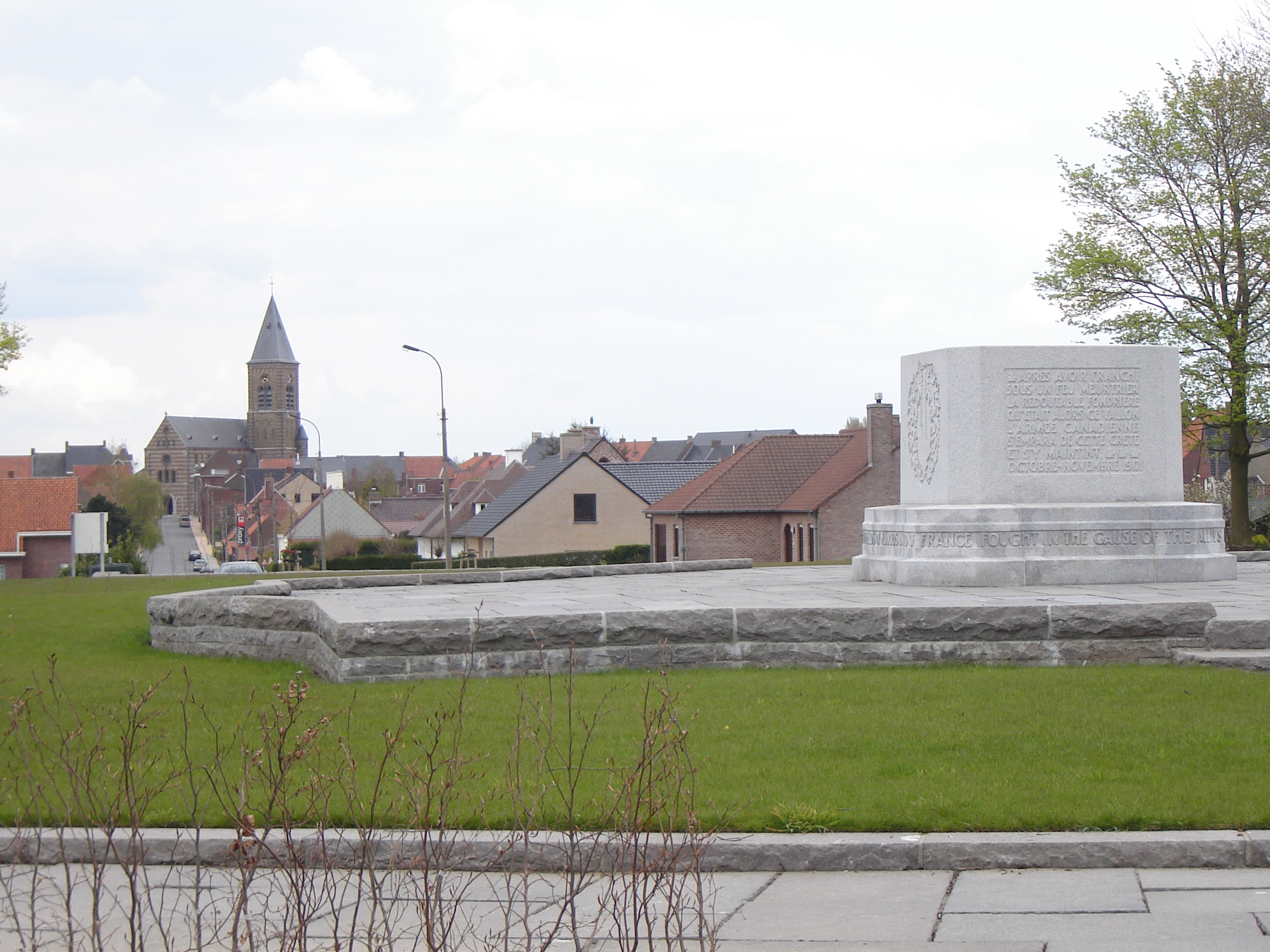
Il Canadian Memorial a Passendale

A Passchendaele, proprio in ricordo della famosa battaglia, si possono ancora oggi trovare diversi cimiteri militari di differenti nazioni: il Cimitero britannico di Tyne Cot (il più grande cimitero del Commonwealth al mondo), il New British Cemetery, il Canadian Memorial ed il New Zealand Forces Memorial. Il villaggio ospita inoltre un museo della guerra con numerosi reperti e monumenti dedicati alle differenti nazioni che presero parte allo scontro.
Tutti gli anni Passchendaele ospita anche un gran numero di eventi ed esibizioni dedicati alla prima guerra mondiale.

## Economia
Passendale è famosa internazionalmente anche per via della sua birra, di colore chiaro e di antica fabbricazione, che viene tradizionalmente servita in un bicchiere noto appunto come Passendale. La città è conosciuta anche per il formaggio Passendale ed ogni anno ospita un festival del formaggio.